# Torino Football Club 2023-2024
Questa voce raccoglie le informazioni riguardanti il Torino Football Club nelle competizioni ufficiali della stagione 2023-2024.

## Stagione
Per la stagione 2023-2024 il Torino, reduce dal 10º posto conseguito nella stagione precedente, sceglie di confermare il croato Ivan Jurić sulla propria panchina per la terza annata consecutiva.
La sessione acquisti del mercato estivo si apre a giugno con l'ingaggio del giovane portiere rumeno Mihai Popa, in arrivo dal Voluntari, salvo poi versare in una fase piuttosto asettica; nel mese di luglio vengono infatti ufficializzati solo l'arrivo dell'esterno Raoul Bellanova dal Cagliari per circa 8 milioni di euro e l'acquisto dell'esperto Adrien Tameze dal Verona, pupillo di Jurić che l'aveva allenato proprio agli scaligeri. Ad inizio agosto viene perfezionato il ritorno, questa volta a titolo definitivo, di Nikola Vlašić, pagato 12.7 milioni di euro al West Ham Utd e reduce da una stagione in prestito al club granata, mentre nelle ore conclusive della finestra giungono sotto la Mole quattro giocatori: Valentino Lazaro dall'Inter per 4 milioni, anche lui acquistato definitivamente dopo una stagione di prestito, il centrale difensivo Saba Sazonov dalla Dinamo Mosca, che in tal modo diviene il primo georgiano a vestire la maglia del Torino, Brandon Soppy in prestito secco dall'Atalanta e il fiore all'occhiello della campagna acquisti di Davide Vagnati, ossia il bomber colombiano Duván Zapata sempre dagli orobici, in prestito ma con obbligo di riscatto. Da segnalare inoltre il cambio di numero di maglia operato dal trequartista serbo Nemanja Radonjić, riscattato ad inizio stagione, che passa dal suo abituale 49 alla più gravosa casacca numero 10, lasciata libera a gennaio dall'ex capitano Saša Lukić, suo connazionale.
Per quanto concerne le uscite, oltre alla scadenza dei prestiti di Aleksej Mirančuk, Andreaw Gravillon e Ronaldo Vieira, i quali tornano dunque alle loro rispettive basi, l'ivoriano Wilfried Singo, prodotto del settore giovanile granata approdato in prima squadra nel 2020, viene ceduto per 10 milioni di euro al Monaco. Simone Verdi, dopo una lunga girandola di prestiti senza trovare una casa definitiva, rientra dal Verona e viene ceduto al Como in Serie B, colui che, con la cifra di 25 milioni di euro, era risultato l'acquisto più oneroso nella storia del Torino. Armando Izzo viene riscattato dal Monza, Etrit Berisha si accasa all'Empoli e non viene rinnovato il contratto di Ola Aina e Michel Adopo.
Il primo impegno stagionale giunge il 14 agosto, in occasione dei trentaduesimi di Coppa Italia contro la Feralpisalò, formazione neopromossa ed esordiente fra i cadetti. Pur passando in svantaggio al 17º minuto, il Toro fa la partita e domina il gioco, pareggiando subito con un gran gol di Vojvoda e ribaltando il risultato nei minuti finali grazie ad Ilić, guadagnandosi dunque l'accesso ai sedicesimi.
L'esordio in campionato avviene sette giorni più tardi, quando al Grande Torino arriva il neopromosso Cagliari di mister Ranieri, che blocca i padroni di casa sullo 0-0. Dopo aver perso malamente per 4-1 a San Siro contro il Milan alla seconda giornata, i granata trovano le prime vittorie del proprio torneo contro Genoa e Salernitana alla terza e alla quarta, trascinati da Radonjić che decide al 94' la sfida con i rossoblù e segna una doppietta nel 3-0 esterno ai campani.
A questo punto, il Torino inizia una preoccupante e duratura fase di stallo: dalla già citata vittoria a Salerno, i piemontesi giocano cinque partite e ottengono solo 2 punti, contro Verona e Roma, perdendo contro Lazio, Juventus e Inter senza segnare nemmeno un gol. Gli uomini di Jurić tornano a vincere solo a fine ottobre, grazie all'1-0 contro il Lecce in trasferta.
Con il gol della vittoria, siglato al 41' da Alessandro Buongiorno (alla prima partita dopo un infortunio costato il Derby), il Toro interrompe un digiuno di reti che durava da quasi 400 minuti e da oltre un mese (dal punto dell'1-1 messo a referto da Duván all 85' di Torino-Roma, il 24 settembre).
A rendere ancora più tortuoso il campionato del Torino arriva il terribile infortunio patito da Perr Schuurs, punto fermo della difesa di Jurić, nel secondo tempo della sfida contro l'Inter: a seguito di un'entrata scomposta del centrocampista degli ospiti Barella, il difensore granata si lesiona il legamento crociato anteriore sinistro e pone fine anzitempo alla propria stagione.
La settimana dopo il Torino ritrova anche la vittoria in casa: dinanzi ad una Curva Maratona vuota per protesta per i primi 15 minuti, prima Sanabria (in gol dopo cinque mesi) poi Vlašić consentono alla squadra di superare il Sassuolo (2-1). Suscita, però, una non indifferente ondata di polemiche il gesto di Jurić il quale, squalificato, rivolge dalla tribuna il dito medio al nucleo del tifo organizzato, costringendolo a scusarsi pubblicamente e a fornire chiarimenti.
Il pareggio contro il Monza è condizionato da molteplici errori arbitrali sfavorevoli al Toro, che perde 2-0 contro il Bologna al rientro dalla sosta per Nazionali ma alla successiva giornata supera con un netto 3-0 l'Atalanta, con una doppietta del grande ex Zapata e un rigore di Sanabria.
Dopo alcuni risultati altalenanti, il Torino affronta i Campioni in carica del Napoli per l'ultima del girone di andata. Nonostante l'accertata crisi dei partenopei guidati da Mazzarri, sulla panchina granata dal 2018 al 2020, i piemontesi giocano una grande partita facendo divertire i circa 24 mila tifosi sugli spalti, offrendo gran gioco e regolando gli azzurri con un secco 3-0 (in gol Sanabria, Vlašić e Buongiorno) portandosi a distanza minima dalla zona valida per le coppe europee.

## Maglie e sponsor

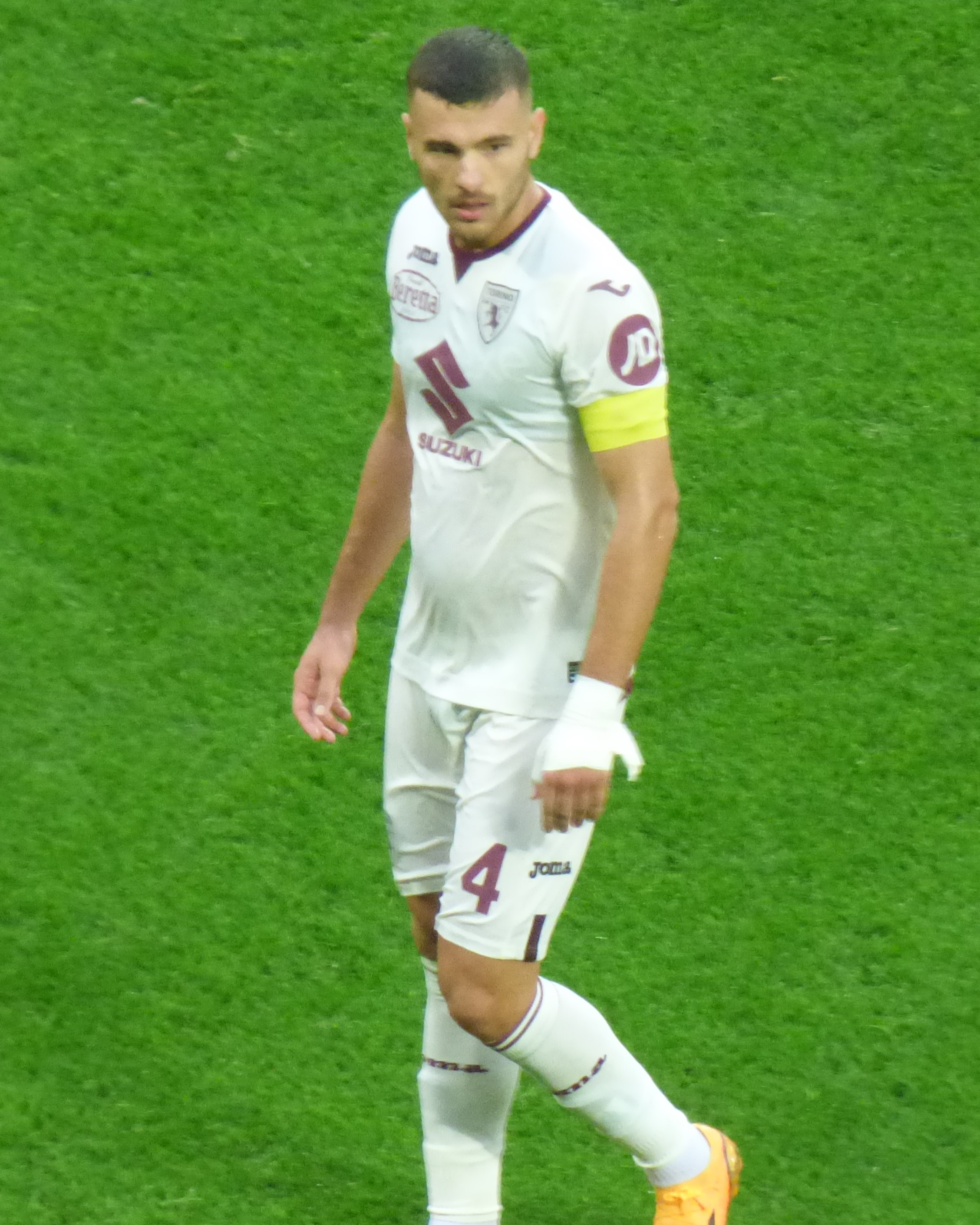
Il vicecapitano Alessandro Buongiorno con la seconda divisa écru della stagione.

Lo sponsor tecnico è, per la quinta stagione, Joma. Il Torino conferma come main sponsor Suzuki, come official sponsor Beretta e come sleeve sponsor JD Sports.
Prima e seconda divisa, pur mantenendosi entrambe nel solco della tradizione, introducono la significativa novità dell'écru quale colore secondario, in luogo del tradizionale bianco, al fianco del canonico granata. La terza divisa presenta invece una tonalità «grigio antracite» con dettagli sfumati in arancione.
| Casa | Trasferta | Terza divisa | Superga 75 |

## Organigramma societario
Consiglio di Amministrazione
- Presidente: Urbano Cairo
- Consiglieri: Paolo Bellino, Giuseppe Ferrauto, Uberto Fornara, Marco Pompignoli

Direzione generale e organizzativa
- Direttore operativo: Alberto Barile

Area Tecnica
- Responsabile area tecnica: Davide Vagnati
- Collaboratore area tecnica: Emiliano Moretti
- Team Manager: Marco Pellegri
- Responsabile area osservatori: Giammarco Specchia

Segreteria
- Segretario Generale: Andrea Bernardelli
- Segretario sportivo: Chiara Zuppardo
- Segreteria: Giovanni Panetta

Area Comunicazione
- Responsabile Ufficio Stampa: Piero Venera
- Ufficio Stampa e Supporter Liaison Officer: Andrea Canta
- Social Media Manager: Andrea Santoro
- Direttore Marketing e Comunicazione Settore Giovanile: Filippo Barresi

Area Commerciale
- Direttore Commerciale: Lorenzo Barale
- Direzione Commerciale: CairoRCS Media

Area Amministrativa
- Direttore Amministrativo: Luca Boccone

Area Stadio Olimpico e Biglietteria
- Responsabile biglietteria e e rapporti coi club: Fabio Bernardi
- Addetto biglietteria e Vice Delegato Sicurezza: Dario Mazza
- Delegato per la Sicurezza: Roberto Follis

Area tecnica
- Allenatore: Ivan Jurić
- Vice Allenatore: Matteo Paro
- Responsabile Preparatori Atletici: Paolo Barbero
- Preparatori atletici: Stjepan Ostojić, Enrico Bisolin, Paolo Solustri
- Preparatore dei Portieri: Massimo Cataldi
- Collaboratore Tecnico: Ivan Moschella
- Match Analyst: Mattia Bastianelli
- Coordinatore settore giovanile: Andrea Fabbrini
- Osservatore: Gaetano Zeoli
- Responsabile settore giovanile: Ruggero Ludergnani

Area Sanitaria
- Coordinatore e Responsabile Sanitario prima squadra:  Daniele Mozzone
- Medico Sociale prima squadra:	Corrado Bertolo, Marco Salvucci
- Massoterapisti: Silvio Fortunato, Gianluca Beccia, Dario D'Onofrio, Paolo Iuele
- Fisioterapista: Giuseppe Gerundo
- Fisioterapista-Osteopata: Alessandro Pernice
- Biologo nutrizionista: Antonio Ventura
- Podologo:	Michele De Felice

## Rosa
Rosa aggiornata al 12 maggio 2024.
| N. |                           | Ruolo | Calciatore                            |
| -- | ------------------------- | ----- | ------------------------------------- |
| 1  | Italia (bandiera)         | P     | Luca Gemello                          |
| 2  | RD del Congo (bandiera)   | D     | Brian Bayeye                          |
| 3  | Paesi Bassi (bandiera)    | D     | Perr Schuurs                          |
| 4  | Italia (bandiera)         | D     | Alessandro Buongiorno (vice capitano) |
| 5  | Marocco (bandiera)        | D     | Adam Masina                           |
| 6  | Rep. Ceca (bandiera)      | D     | David Zima                            |
| 6  | Italia (bandiera)         | D     | Matteo Lovato                         |
| 7  | Francia (bandiera)        | A     | Yann Karamoh                          |
| 8  | Serbia (bandiera)         | C     | Ivan Ilić                             |
| 9  | Paraguay (bandiera)       | A     | Antonio Sanabria                      |
| 10 | Serbia (bandiera)         | A     | Nemanja Radonjić                      |
| 11 | Italia (bandiera)         | A     | Pietro Pellegri                       |
| 13 | Svizzera (bandiera)       | D     | Ricardo Rodríguez (capitano)          |
| 15 | Georgia (bandiera)        | D     | Saba Sazonov                          |
| 16 | Croazia (bandiera)        | A     | Nikola Vlašić                         |
| 17 | Costa d'Avorio (bandiera) | D     | Wilfried Singo                        |

| N. |                           | Ruolo | Calciatore             |
| -- | ------------------------- | ----- | ---------------------- |
| 19 | Italia (bandiera)         | D     | Raoul Bellanova        |
| 20 | Austria (bandiera)        | D     | Valentino Lazaro       |
| 21 | Nigeria (bandiera)        | A     | David Okereke          |
| 23 | Senegal (bandiera)        | A     | Demba Seck             |
| 25 | Italia (bandiera)         | D     | Alessandro Dellavalle  |
| 26 | Costa d'Avorio (bandiera) | D     | Koffi Djidji           |
| 27 | Kosovo (bandiera)         | D     | Mërgim Vojvoda         |
| 28 | Italia (bandiera)         | C     | Samuele Ricci          |
| 32 | Serbia (bandiera)         | P     | Vanja Milinković-Savić |
| 61 | Francia (bandiera)        | C     | Adrien Tameze          |
| 66 | Lituania (bandiera)       | C     | Gvidas Gineitis        |
| 71 | Romania (bandiera)        | P     | Mihai Popa             |
| 77 | Polonia (bandiera)        | C     | Karol Linetty          |
| 79 | Cipro (bandiera)          | A     | Zannetos Savva         |
| 91 | Colombia (bandiera)       | A     | Duván Zapata           |
| 93 | Francia (bandiera)        | D     | Brandon Soppy          |
| 99 | Italia (bandiera)         | C     | Simone Verdi           |

## Calciomercato

### Sessione estiva(dal 01/07 al 01/09)
| Acquisti         | Acquisti           | Acquisti         | Acquisti                                                |
| R.               | Nome               | da               | Modalità                                                |
| ---------------- | ------------------ | ---------------- | ------------------------------------------------------- |
| P                | Mihai Popa         | Voluntari        | definitivo                                              |
| D                | Raoul Bellanova    | Cagliari         | definitivo (8 mln)                                      |
| D                | Saba Sazonov       | Dinamo Mosca     | definitivo                                              |
| D                | Brandon Soppy      | Atalanta         | prestito con diritto di riscatto                        |
| C                | Emirhan İlkhan     | Sampdoria        | fine prestito                                           |
| C                | Valentino Lazaro   | Inter            | definitivo (4 mln)                                      |
| C                | Adrien Tameze      | Verona           | definitivo                                              |
| C                | Nikola Vlašić      | West Ham Utd     | definitivo (10 mln)                                     |
| A                | Simone Verdi       | Verona           | fine prestito                                           |
| A                | Duván Zapata       | Atalanta         | prestito con diritto di opzione e/o obbligo di riscatto |
| Altre operazioni |                    |                  |                                                         |
| R.               | Nome               | da               | Modalità                                                |
| D                | Christian Celesia  | Messina          | fine prestito                                           |
| D                | Kevin Haveri       | Rimini           | definitivo                                              |
| D                | Armando Izzo       | Monza            | fine prestito                                           |
| D                | Giorgio Savini     | Gelbison         | fine prestito                                           |
| C                | Krisztofer Horváth | Kecskemét        | fine prestito                                           |
| C                | Ben Lhassine Kone  | Frosinone        | fine prestito                                           |
| A                | Lado Akhalaia      | Swift Hesperange | fine prestito                                           |
| A                | Nicola Rauti       | SPAL             | fine prestito                                           |
| A                | Samuele Vianni     | Piacenza         | fine prestito                                           |
| A                | Magnus Warming     | Darmstadt        | fine prestito                                           |

| Cessioni         | Cessioni           | Cessioni            | Cessioni                         |
| R.               | Nome               | a                   | Modalità                         |
| ---------------- | ------------------ | ------------------- | -------------------------------- |
| P                | Etrit Berisha      | Empoli              | definitivo                       |
| D                | Ola Aina           | Nottingham Forest   | fine contratto                   |
| D                | Brian Bayeye       | Ascoli              | prestito con opzione di riscatto |
| D                | Andreaw Gravillon  | Stade de Reims      | fine prestito                    |
| D                | Wilfried Singo     | Monaco              | definitivo                       |
| C                | Michel Adopo       | Atalanta            | fine contratto                   |
| C                | Emirhan İlkhan     | İstanbul Başakşehir | prestito                         |
| C                | Valentino Lazaro   | Inter               | fine prestito                    |
| C                | Aleksej Mirančuk   | Atalanta            | fine prestito                    |
| C                | Ronaldo Vieira     | Sampdoria           | fine prestito                    |
| C                | Nikola Vlašić      | West Ham Utd        | fine prestito                    |
| A                | Simone Verdi       | Como                | definitivo                       |
| Altre operazioni |                    |                     |                                  |
| R.               | Nome               | a                   | Modalità                         |
| P                | Pietro Passador    | Rimini              | prestito                         |
| D                | Andrei Anton       | Sangiuliano City    | definitivo                       |
| D                | Christian Celesia  |                     | svincolato                       |
| D                | Ali Dembele        | Venezia             | prestito                         |
| D                | Kevin Haveri       | Ascoli              | prestito                         |
| D                | Armando Izzo       | Monza               | definitivo                       |
| D                | Giorgio Savini     | Novara              | prestito                         |
| C                | Matthew Garbett    | NAC Breda           | definitivo                       |
| C                | Krisztofer Horváth | Kecskemét           | prestito                         |
| C                | Ben Lhassine Kone  | Como                | prestito con obbligo di riscatto |
| C                | Daouda Weidmann    | RKC Waalwijk        | prestito                         |
| A                | Lado Akhalaia      | Swift Hesperange    | definitivo                       |
| A                | Oliver Jürgens     | Újpest              | svincolato                       |
| A                | Nicola Rauti       | Südtirol            | prestito                         |
| A                | Samuele Vianni     | Team Nuova Florida  | definitivo                       |
| A                | Magnus Warming     | Brann               | definitivo                       |

### Sessione invernale(dal 02/01/24 al 01/02/24)
| Acquisti         | Acquisti        | Acquisti     | Acquisti                         |
| R.               | Nome            | da           | Modalità                         |
| ---------------- | --------------- | ------------ | -------------------------------- |
| D                | Matteo Lovato   | Salernitana  | prestito                         |
| D                | Adam Masina     | Udinese      | prestito                         |
| A                | Uroš Kabić      | Stella Rossa | prestito con diritto di riscatto |
| A                | David Okereke   | Cremonese    | prestito                         |
| Altre operazioni |                 |              |                                  |
| R.               | Nome            | da           | Modalità                         |
| P                | Pietro Passador | Rimini       | fine prestito                    |
| D                | Kevin Haveri    | Ascoli       | fine prestito                    |

| Cessioni         | Cessioni         | Cessioni     | Cessioni                         |
| R.               | Nome             | a            | Modalità                         |
| ---------------- | ---------------- | ------------ | -------------------------------- |
| D                | David Zima       | Slavia Praga | definitivo (4 milioni €)         |
| C                | Brandon Soppy    | Atalanta     | fine prestito                    |
| A                | Yann Karamoh     | Montpellier  | prestito con opzione di riscatto |
| A                | Nemanja Radonjić | Maiorca      | prestito con obbligo di riscatto |
| A                | Demba Seck       | Frosinone    | prestito                         |
| Altre operazioni |                  |              |                                  |
| R.               | Nome             | a            | Modalità                         |
| D                | Kevin Haveri     | Catania      | prestito                         |
| D                | Ange N’Guessan   | Ternana      | prestito                         |

## Risultati

### Serie A

#### Girone di andata
| Torino 21 agosto 2023, ore 18:30 CEST 1ª giornata | Torino                  | 0 – 0 referto | Cagliari | Stadio Olimpico Grande Torino (20 296 spett.)\| Arbitro: \| Cosso (Reggio Calabria) \| |
| Arbitro:                                          | Cosso (Reggio Calabria) |               |          |                                                                                        |

| Arbitro: | Mariani (Aprilia) |

|                                                           |           |             |
| Pulisic 33’ Giroud 43’ (rig.), 65’ (rig.) Hernández 45+2’ | Marcatori | 36’ Schuurs |

| Arbitro: | Chiffi (Padova) |

|                |           |  |
| Radonjić 90+4’ | Marcatori |  |

| Arbitro: | Giua (Olbia) |

|  |           |                                  |
|  | Marcatori | 15’ Buongiorno 41’, 50’ Radonjić |

| Arbitro: | Guida (Torre Annunziata) |

|            |           |            |
| Zapata 85’ | Marcatori | 68’ Lukaku |

| Arbitro: | Fabbri (Ravenna) |

|                         |           |  |
| Vecino 56’ Zaccagni 75’ | Marcatori |  |

| Torino 2 ottobre 2023, ore 18:30 CEST 7ª giornata | Torino             | 0 – 0 referto | Verona | Stadio Olimpico Grande Torino (19 419 spett.)\| Arbitro: \| Feliciani (Teramo) \| |
| Arbitro:                                          | Feliciani (Teramo) |               |        |                                                                                   |

| Arbitro: | Massa (Imperia) |

|                     |           |  |
| Gatti 47’ Milik 62’ | Marcatori |  |

| Arbitro: | Marchetti (Ostia Lido) |

|  |           |                                                 |
|  | Marcatori | 59’ Thuram 67’ Martínez 90+5’ (rig.) Çalhanoğlu |

| Arbitro: | Aureliano (Bologna) |

|  |           |                |
|  | Marcatori | 41’ Buongiorno |

| Arbitro: | Ferrieri Caputi (Livorno) |

|                        |           |                |
| Sanabria 5’ Vlašić 68’ | Marcatori | 18’ Thorstvedt |

| Arbitro: | Doveri (Roma 1) |

|             |           |          |
| Colpani 65’ | Marcatori | 55’ Ilić |

| Arbitro: | Colombo (Como) |

|                           |           |  |
| Fabbian 56’ Zirkzee 90+1’ | Marcatori |  |

| Arbitro: | Piccinini (Forlì) |

|                                       |           |  |
| Zapata 22’, 90+5’ Sanabria 56’ (rig.) | Marcatori |  |

| Frosinone 10 dicembre 2023, ore 12:30 CET 15ª giornata | Frosinone         | 0 – 0 referto | Torino | Stadio Benito Stirpe (13 807 spett.)\| Arbitro: \| Massimi (Termoli) \| |
| Arbitro:                                               | Massimi (Termoli) |               |        |                                                                         |

| Arbitro: | Marinelli (Tivoli) |

|            |           |  |
| Zapata 25’ | Marcatori |  |

| Arbitro: | Fabbri (Ravenna) |

|          |           |             |
| Ilić 88’ | Marcatori | 81’ Zarraga |

| Arbitro: | La Penna (Roma 1) |

|             |           |  |
| Ranieri 83’ | Marcatori |  |

| Arbitro: | Mariani (Aprilia) |

|                                        |           |  |
| Sanabria 43’ Vlašić 52’ Buongiorno 66’ | Marcatori |  |

#### Girone di ritorno
| Genova 13 gennaio 2024, ore 15:00 CET 20ª giornata | Genoa        | 0 – 0 referto | Torino | Stadio Luigi Ferraris (33 019 spett.)\| Arbitro: \| Giua (Olbia) \| |
| Arbitro:                                           | Giua (Olbia) |               |        |                                                                     |

| Arbitro: | La Penna (Roma 1) |

|  |           |                           |
|  | Marcatori | 50’ Guendouzi 56’ Cataldi |

| Arbitro: | Colombo (Como) |

|           |           |                        |
| Viola 77’ | Marcatori | 23’ Zapata 45+3’ Ricci |

| Torino 4 febbraio 2024, ore 12:30 CET 23ª giornata | Torino          | 0 – 0 referto | Salernitana | Stadio Olimpico Grande Torino (24 461 spett.)\| Arbitro: \| Chiffi (Padova) \| |
| Arbitro:                                           | Chiffi (Padova) |               |             |                                                                                |

| Arbitro: | Orsato (Schio) |

|              |           |           |
| Pinamonti 5’ | Marcatori | 9’ Zapata |

| Arbitro: | Ayroldi (Molfetta) |

|                          |           |  |
| Bellanova 50’ Zapata 81’ | Marcatori |  |

| Arbitro: | Sacchi (Macerata) |

|                             |           |                               |
| Dybala 42’ (rig.), 57’, 69’ | Marcatori | 44’ Zapata 89’ (aut.) Huijsen |

| Torino 2 marzo 2024, ore 20:45 CET 27ª giornata | Torino                 | 0 – 0 referto | Fiorentina | Stadio Olimpico Grande Torino (22 845 spett.)\| Arbitro: \| Marchetti (Ostia Lido) \| |
| Arbitro:                                        | Marchetti (Ostia Lido) |               |            |                                                                                       |

| Arbitro: | Orsato (Schio) |

|                    |           |              |
| K'varatskhelia 61’ | Marcatori | 64’ Sanabria |

| Arbitro: | Colombo (Como) |

|  |           |                       |
|  | Marcatori | 10’ Zapata 53’ Vlašić |

| Arbitro: | Aureliano (Bologna) |

|                     |           |  |
| Sanabria 69’ (rig.) | Marcatori |  |

| Arbitro: | Massa (Imperia) |

|                                          |           |                   |
| Cambiaghi 6’ Cancellieri 74’ Niang 90+4’ | Marcatori | 60’, 90+1’ Zapata |

| Torino 13 aprile 2024, ore 18:00 CEST 32ª giornata | Torino           | 0 – 0 referto | Juventus | Stadio Olimpico Grande Torino (27 788 spett.)\| Arbitro: \| Maresca (Napoli) \| |
| Arbitro:                                           | Maresca (Napoli) |               |          |                                                                                 |

| Torino 21 aprile 2024, ore 15:00 CEST 33ª giornata | Torino           | 0 – 0 referto | Frosinone | Stadio Olimpico Grande Torino (23 728 spett.)\| Arbitro: \| Rapuano (Rimini) \| |
| Arbitro:                                           | Rapuano (Rimini) |               |           |                                                                                 |

| Arbitro: | Ferrieri Caputi (Livorno) |

|                            |           |  |
| Çalhanoğlu 56’, 60’ (rig.) | Marcatori |  |

| Torino 3 maggio 2024, ore 20:45 CEST 35ª giornata | Torino          | 0 – 0 referto | Bologna | Stadio Olimpico Grande Torino (23 895 spett.)\| Arbitro: \| Sozza (Seregno) \| |
| Arbitro:                                          | Sozza (Seregno) |               |         |                                                                                |

| Arbitro: | Marinelli (Tivoli) |

|               |           |                        |
| Świderski 67’ | Marcatori | 77’ Savva 83’ Pellegri |

| Arbitro: | Feliciani (Teramo) |

|                                      |           |                     |
| Zapata 26’ Ilić 40’ R. Rodríguez 46’ | Marcatori | 55’ (rig.) Bennacer |

| Arbitro: | Sozza (Seregno) |

|                                             |           |  |
| Scamacca 26’ Lookman 43’ Pašalić 71’ (rig.) | Marcatori |  |

### Coppa Italia

#### Turni eliminatori
| Arbitro: | Tremolada (Monza) |

|                      |           |                 |
| Vojvoda 22’ Ilić 85’ | Marcatori | 17’ Di Molfetta |

| Arbitro: | Fourneau (Roma) |

|          |           |                               |
| Zima 31’ | Marcatori | 5’ A. Ibrahimović 98’ Reinier |

## Statistiche

### Statistiche di squadra
Statistiche aggiornate al 26 maggio 2024.
| Competizione | Punti | In casa | In casa | In casa | In casa | In casa | In casa | In trasferta | In trasferta | In trasferta | In trasferta | In trasferta | In trasferta | Totale | Totale | Totale | Totale | Totale | Totale | DR |
| Competizione | Punti | G       | V       | N       | P       | Gf      | Gs      | G            | V            | N            | P            | Gf           | Gs           | G      | V      | N      | P      | Gf     | Gs     | DR |
| ------------ | ----- | ------- | ------- | ------- | ------- | ------- | ------- | ------------ | ------------ | ------------ | ------------ | ------------ | ------------ | ------ | ------ | ------ | ------ | ------ | ------ | -- |
| Serie A      | 53    | 19      | 8       | 9       | 2       | 18      | 9       | 19           | 5            | 5            | 9            | 18           | 27           | 38     | 13     | 14     | 11     | 36     | 36     | 0  |
| Coppa Italia | -     | 2       | 1       | 0       | 1       | 3       | 3       | 0            | 0            | 0            | 0            | 0            | 0            | 2      | 1      | 0      | 1      | 3      | 3      | 0  |
| Totale       | -     | 21      | 9       | 9       | 3       | 21      | 12      | 19           | 5            | 5            | 8            | 18           | 27           | 40     | 14     | 14     | 12     | 39     | 39     | 0  |

### Andamento in campionato
| Giornata  | 1 | 2  | 3 | 4 | 5 | 6 | 7  | 8  | 9  | 10 | 11 | 12 | 13 | 14 | 15 | 16 | 17 | 18 | 19 | 20 | 21 | 22 | 23 | 24 | 25 | 26 | 27 | 28 | 29 | 30 | 31 | 32 | 33 | 34 | 35 | 36 | 37 | 38 |
| --------- | - | -- | - | - | - | - | -- | -- | -- | -- | -- | -- | -- | -- | -- | -- | -- | -- | -- | -- | -- | -- | -- | -- | -- | -- | -- | -- | -- | -- | -- | -- | -- | -- | -- | -- | -- | -- |
| Luogo     | C | T  | C | T | C | T | C  | T  | C  | T  | C  | T  | T  | C  | T  | C  | C  | T  | C  | T  | C  | T  | C  | T  | C  | T  | C  | T  | T  | C  | T  | C  | C  | T  | C  | T  | C  | T  |
| Risultato | N | P  | V | V | N | P | N  | P  | P  | V  | V  | N  | P  | V  | N  | V  | N  | P  | V  | N  | P  | V  | N  | N  | V  | P  | N  | N  | V  | V  | P  | N  | N  | P  | N  | V  | V  | P  |
| Posizione | 9 | 13 | 8 | 7 | 9 | 9 | 10 | 14 | 14 | 13 | 12 | 11 | 12 | 10 | 11 | 9  | 10 | 10 | 10 | 10 | 10 | 10 | 10 | 10 | 10 | 10 | 10 | 11 | 11 | 9  | 9  | 9  | 10 | 10 | 10 | 10 | 9  | 9  |

Legenda:

Luogo: C = Casa; T = Trasferta. Risultato: V = Vittoria; N = Pareggio; P = Sconfitta.

### Statistiche dei giocatori
Statistiche aggiornate al 26 maggio 2024.
| Giocatore           | Serie A  | Serie A | Serie A     | Serie A    | Coppa Italia | Coppa Italia | Coppa Italia | Coppa Italia | Totale   | Totale | Totale      | Totale     |
| Giocatore           | Presenze | Reti    | Ammonizioni | Espulsioni | Presenze     | Reti         | Ammonizioni  | Espulsioni   | Presenze | Reti   | Ammonizioni | Espulsioni |
| ------------------- | -------- | ------- | ----------- | ---------- | ------------ | ------------ | ------------ | ------------ | -------- | ------ | ----------- | ---------- |
| B. Bayeye           | 0        | 0       | 0           | 0          | 1            | 0            | 0            | 0            | 1        | 0      | 0           | 0          |
| R. Bellanova        | 37       | 1       | 4           | 0          | 2            | 0            | 0            | 0            | 39       | 1      | 4           | 0          |
| A. Buongiorno       | 29       | 3       | 7           | 0          | 2            | 0            | 0            | 0            | 31       | 3      | 7           | 0          |
| A. Dellavalle       | 1        | 0       | 0           | 0          | 0            | 0            | 0            | 0            | 1        | 0      | 0           | 0          |
| K. Djidji           | 13       | 0       | 2           | 0          | 0            | 0            | 0            | 0            | 13       | 0      | 2           | 0          |
| L. Gemello          | 2        | -5      | 0           | 0          | 1            | 0            | 0            | 0            | 3        | -5     | 0           | 0          |
| G. Gineitis         | 14       | 0       | 2           | 0          | 1            | 0            | 0            | 0            | 15       | 0      | 2           | 0          |
| I. Ilić             | 31       | 3       | 3           | 0          | 2            | 1            | 0            | 0            | 33       | 4      | 3           | 0          |
| Y. Karamoh          | 10       | 0       | 0           | 0          | 1            | 0            | 0            | 0            | 11       | 0      | 0           | 0          |
| V. Lazaro           | 35       | 0       | 3           | 0          | 1            | 0            | 0            | 0            | 36       | 0      | 3           | 0          |
| K. Linetty          | 28       | 0       | 11          | 0          | 1            | 0            | 0            | 0            | 29       | 0      | 11          | 0          |
| M. Lovato           | 13       | 0       | 2           | 0          | 0            | 0            | 0            | 0            | 13       | 0      | 2           | 0          |
| A. Masina           | 16       | 0       | 0           | 0          | 0            | 0            | 0            | 0            | 16       | 0      | 0           | 0          |
| V. Milinkovic-Savic | 36       | -29     | 2           | 0          | 1            | -1           | 0            | 0            | 37       | -30    | 2           | 0          |
| D. Okereke          | 9        | 0       | 0           | 0          | 0            | 0            | 0            | 0            | 9        | 0      | 0           | 0          |
| P. Pellegri         | 24       | 1       | 3           | 0          | 2            | 0            | 0            | 0            | 26       | 1      | 3           | 0          |
| M. Popa             | 0        | 0       | 0           | 0          | 0            | 0            | 0            | 0            | 0        | 0      | 0           | 0          |
| N. Radonjić         | 10       | 3       | 1           | 0          | 1            | 0            | 0            | 0            | 11       | 3      | 1           | 0          |
| S. Ricci            | 32       | 1       | 8           | 1          | 1            | 0            | 0            | 0            | 33       | 1      | 8           | 1          |
| R. Rodriguez        | 35       | 1       | 4           | 0          | 2            | 0            | 0            | 0            | 37       | 1      | 4           | 0          |
| S. Sazonov          | 12       | 0       | 2           | 0          | 0            | 0            | 0            | 0            | 12       | 0      | 2           | 0          |
| A. Sanabria         | 35       | 5       | 1           | 0          | 2            | 0            | 0            | 0            | 37       | 5      | 1           | 0          |
| Z. Savva            | 2        | 1       | 0           | 0          | 0            | 0            | 0            | 0            | 2        | 1      | 0           | 0          |
| P. Schuurs          | 9        | 1       | 2           | 0          | 1            | 0            | 0            | 0            | 10       | 1      | 2           | 0          |
| D. Seck             | 8        | 0       | 1           | 0          | 1            | 0            | 0            | 0            | 9        | 0      | 1           | 0          |
| W. Singo            | 0        | 0       | 0           | 0          | 1            | 0            | 0            | 0            | 1        | 0      | 0           | 0          |
| B. Soppy            | 5        | 0       | 0           | 0          | 0            | 0            | 0            | 0            | 5        | 0      | 0           | 0          |
| A. Tameze           | 29       | 0       | 7           | 1          | 2            | 0            | 0            | 0            | 31       | 0      | 7           | 1          |
| S. Verdi            | 1        | 0       | 0           | 0          | 1            | 0            | 0            | 0            | 2        | 0      | 0           | 0          |
| N. Vlašić           | 33       | 3       | 3           | 0          | 2            | 0            | 0            | 0            | 35       | 3      | 3           | 0          |
| M. Vojvoda          | 28       | 0       | 2           | 0          | 2            | 1            | 1            | 0            | 30       | 1      | 3           | 0          |
| D. Zapata           | 35       | 12      | 0           | 0          | 1            | 0            | 0            | 0            | 36       | 12     | 0           | 0          |
| D. Zima             | 5        | 0       | 0           | 0          | 1            | 1            | 0            | 0            | 6        | 1      | 0           | 0          |